# Party in the U.S.A.
"Party in the U.S.A." é uma canção pop da artista musical americana Miley Cyrus. A canção foi escrita por Dr. Luke, Claude Kelly e Jessie J e produzida por Dr. Luke. Foi lançada em 4 de agosto de 2009, pela Hollywood Records, como o primeiro single do primeiro extended play (EP) da cantora, The Time of Our Lives. A princípio, a canção foi planejada para Jessie J. Entretanto, a artista a passou para Cyrus por acreditar não ser criativamente desafiante para si mesma. Após ser dada para a cantora, seus compositores ajustaram a canção para se encaixar na personalidade de Cyrus. Não se identificando completamente com a canção, Cyrus a incluiu em The Time of Our Lives, particularmente devido a uma necessidade de faixas. A canção mistura elementos do R&B e da música pop, enquanto a letra fala sobre a mudança da cantora de Nashville, Tennessee para Hollywood, Califórnia.
"Party in the U.S.A." foi um sucesso comercial e crítico, entrando no top dez das tabelas em oito países simultâneos. Nos Estados Unidos, a canção teve pico na 2ª posição da Billboard Hot 100, se tornando o single com melhor desempenho da cantora até 2013, sendo detido por Wrecking Ball que atingiu a 1ª posição, foi sexto single com mais downloads pagos de 2009. Foi considerado também um dos singles mais vendidos nos Estados Unidos, e o single mais vendido e rápido da editora discográfica até então, com 11 milhões de cópias em Julho de 2014. O single recebeu, em 2020, o certificado de diamante por venda acima de 10 milhões pela Recording Industry Association of America (RIAA).
O vídeo musical para a canção, dirigido por Chris Applebaum, presta um tributo ao filme de 1978 Grease e aos dias vividos por Cyrus junto a seus parentes. A canção foi apresentada por Cyrus em suas turnês mundiais Wonder World (2009), Gypsy Heart (2011), Bangerz (2014) e como teaser na Milky Milky Milk (2015). Durante o Teen Choice Awards de 2009, Cyrus performou a canção e dançou pole dance, o que causou certa repercussão na mídia. "Party in the U.S.A." tem recebido covers, incluindo a de sua co-compositora Jessie J e do músico "Weird Al" Yankovic.

## Composição
"Party in the U.S.A." é uma canção dance-pop com duração de três minutos e vinte e dois segundos. A canção possui elementos do R&B e do pop e, de acordo com Michael Menachem da Billboard, a canção contém pequenas influências do reggae. A canção é definida no tempo comum e possui um andamento moderado de 96 batidas por minuto. Está escrita na tonalidade de fá maior, com os vocais de Cyrus expandindo-se a duas oitavas, do F3 até D5. A canção segue a progressão harmônica F–Am–Dm–C.
A letra de "Party in the U.S.A." é escrita na primeira pessoa, sobre a mudança de Cyrus de Nashville, Tennessee para Hollywood, Califórnia. Nos versos, ela detalha acontecimentos em Hollywood, tais como pessoas questionando seu vestuário, se tornando essa a causa dela sentir intimidada e com saudades de casa. Após a conclusão de cada verso, a protagonista ouve sua canção favorita de Jay-Z e Britney Spears, respectivamente, o que leva aos refrões descrevendo como estas canções a fazem sentir mais confiante. Vicki Lutas da BBC interpretou, "Por mais estranho que isso pareça, sua canção favorita pode fazer você se sentir bem e mais confiante, mesmo se você não é realmente."

## Vídeo musical

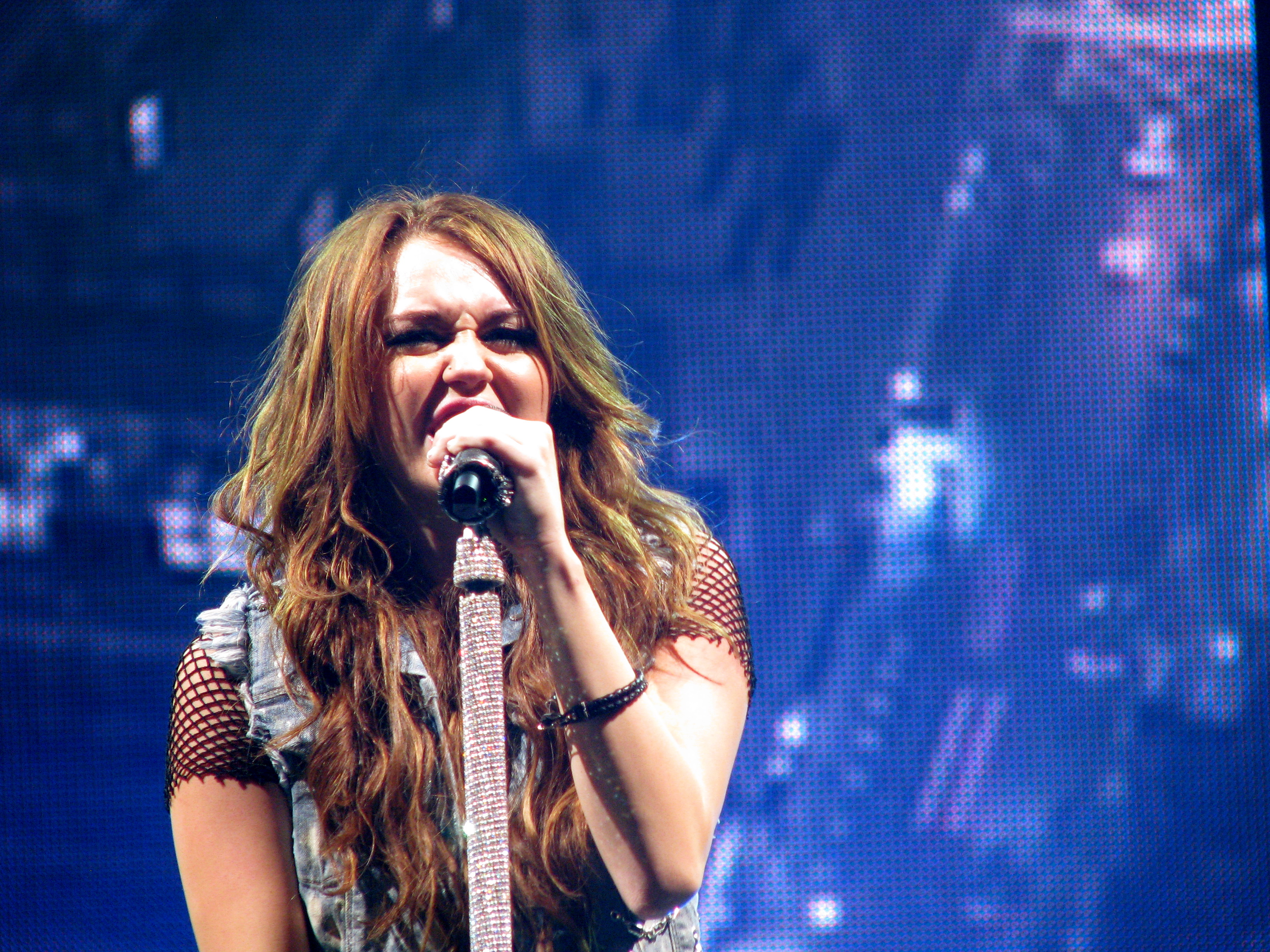
Cyrus cantando "Party in the U.S.A." no Miley Cyrus Wonder World Tour.

O vídeo clipe da canção foi gravado e dirigido por Chris Applebaum, lançado online dia 25 de setembro de 2009 no ABC's Music Lounge. Miley Cyrus estava destinada a tirar a pele de ‘Hannah Montana’ e dar adeus a personagem, mas começou de pouco em pouco, primeiro com o EP The Time of Our Lives, para termos uma prévia de como seria o próximo álbum da cantora, Can't Be Tamed, claro, ela não podia ser domada. Miley decidiu por ‘Party In The U.S.A.’ como seu primeiro single para mostrar que ela cresceu e não era a mesma menininha que a gente conhecia.
Miley gravou o vídeo com um cenário de cinema drive-in chamado Corral Drive-In, onde aconteceu o primeiro encontro de seus pais Tish e Billy Ray Cyrus. No clipe, a bandeira norte-americana tem quase tanto destaque quanto Cyrus. Foi fácil fazer tanto sucesso utilizando dessas armas nacionalistas.

## Lançamento
A canção foi lançada no dia 4 de agosto de 2009. Para promover o lançamento da canção Cyrus a interpretou em vários shows inclusive no Teen Choice Awards, para a rainha da Inglaterra no Royal Veriety e entre outros.
Em junho de 2011 a canção ultrapassou a marca de 5 milhões de vendas digitais ganhando a sua Quinta certificação de Platina. Com isso, Miley se torna a 12ª artista a conseguir 5x Platina em uma canção na história da música e sendo a única adolescente a chegar nesse ponto.

## Recepção da crítica
Bill Lamb, do About.com, deu a Party in The USA quatro estrelas em um máximo de cinco, elogiando os vocais de Miley e dizendo que a Letra da música é marcante e reflexica e reconheceu que o ritmo era leve em pofundidade. Ele peviu que Party in the USA vai ampliar os fãs de Miley Cyrus e que ela lentamente vai se tornar uma cantora de pop adulto.
Michael Menachem da Billboard afirmou que a música é uma das canções mais divertidas de Cyrus.
A cantora e atriz inglesa Pixie Lott respondeu  em seu twitter sobre Miley em uma entrevista a sobrinha de julia roberts, atriz Emma Roberts.

## Lista de faixas
- Download digital no iTunes

| N.º | Título                             | Duração |  |
| 1.  | "Party in the USA (Album Version)" | 3:22    |  |

- EU / JP 2-Track CD Single / Digital Download

| N.º | Título                                            | Duração |  |
| 1.  | "Party in the USA (Album Version)"                | 3:22    |  |
| 2.  | "Party in the USA (Wideboys completo Club Remix)" | 5:24    |  |

- AUS / EU Digital EP

| N.º | Título                                            | Duração |  |
| 1.  | "Party in the USA (Album Version)"                | 3:22    |  |
| 2.  | "Party in the USA (Wideboys completo Club Remix)" | 5:24    |  |
| 3.  | "Party in the USA (Cahill Club Remix)"            | 3:45    |  |

- US Digital Download / AUS Remix Maxi-CD Single

| N.º | Título                                 | Duração |  |
| 1.  | "Party in the USA (Cahill Remix)"      | 3:08    |  |
| 2.  | "Party in the USA (Cosmo Remix)"       | 5:22    |  |
| 3.  | "Party in the USA (JWeezy Remix)"      | 3:11    |  |
| 4.  | "Party in the USA (Wideboys Remix)"    | 3:11    |  |
| 5.  | "Party in the USA (JWeezy Fix Urbano)" | 3:14    |  |

## Desempenho comercial
"Party in The USA" estreou em número dois na Billboard Hot 100 na semana que terminou em 29 de agosto de 2009, devido à venda de mais de 226.000 downloads digitais, tornando-se o mais vendido single lançado pela Hollywood Records . Superando seu melhor hit "The Climb", que chegou ao número quatro, em maio de 2009. A aparência da semana também marcou a melhor estreia por uma artista solo feminina desde Carrie Underwood que estreou no número um em julho de 2005. Nas semanas seguintes, "Party in The USA", continuou a vender na Billboard Hot 100 fortemente , gastando 16 semanas consecutivas entre os dez primeiros e 28 semanas no total. Ele também chegou ao número um no Top 40 Mainstream (Pop Songs) , e número treze em Adulto Pop Songs, segundo a Billboard.
| Parada (2009)                         | Melhor posição |
| ------------------------------------- | -------------- |
| Austrália (Australian Singles Chart)  | 6              |
| Áustria - (Austrian Singles Chart)    | 30             |
| Brasil - (Billboard Brasil Hot 100)   | 4              |
| Bélgica - (Ultratop - Flanders)       | 39             |
| Bélgica - (Ultratop - Vallonia)       | 18             |
| Canadá - (Canadian Hot 100)           | 3              |
| Dinamarca (Denmark Singles Chart)     | 6              |
| Espanha - (Spanish Singles Chart)     | 32             |
| Estados Unidos - (Billboard Hot 100)  | 2              |
| Estados Unidos - (Digital Songs)      | 1              |
| Estados Unidos - (Pop Songs)          | 1              |
| Estados Unidos - (Radio Songs)        | 8              |
| França - (French Singles Chart)       | 6              |
| Hungria - (Hungarian Singles Chart)   | 6              |
| Irlanda - (Irish Singles Chart)       | 5              |
| Noruega - (Norwegian Singles Chart)   | 12             |
| Nova Zelândia - (RIANZ Singles Chart) | 3              |
| Portugal - (Portugal Top 50)          | 13             |
| Reino Unido - (UK Singles Chart)      | 11             |
| Suécia - (Swedish Singles Chart)      | 22             |

| País           | Fornecedor   | Certificação | Vendas     |
| -------------- | ------------ | ------------ | ---------- |
| Austrália      | ARIA         | 2× Platina   | 140,000+   |
| Estados Unidos | RIAA         | 7× Platina   | 5,980,000+ |
| Canadá         | Music Canada | 4× Platina   | 320,000+   |
| Nova Zelândia  | RIANZ        | Platina      | 15,000+    |